# There's Know Place Like Home
There's Know Place Like Home è un album dal vivo del gruppo rock statunitense Kansas, pubblicato nel 2009.

## Tracce
1. Belexes – 5:43
2. Point of Know Return – 3:25
3. Song for America – 9:29
4. Musicatto – 3:22
5. Ghosts/Rainmaker – 4:32
6. Nobody's Home – 4:55
7. Hold On – 5:07
8. Icarus II – 6:57
9. Icarus: Borne on Wings of Steel – 6:37
10. Miracles Out of Nowhere – 6:40
11. Fight Fire with Fire – 4:20
12. Dust in the Wind – 4:13
13. Carry On Wayward Son – 6:50
14. Down the Road (Afternoon Jam) – 6:53